# オオイチレツダコ属
オオイチレツダコ属 (genus Megaleledone) は、八腕形目（タコ目）マダコ上科 Megaleledonidae 科に属する属である。南極海に生息するタコ、オオイチレツダコ Megaleledone setebos 一種のみを含む単型の属である。瀧 (1999) はオオヒトエダコ属と呼んだ。

## 形態
大型で、外套膜は長さより幅が広い。体は半ゼラチン状である。外套長は少なくとも280 mm、全長900 mm（ミリメートル）になる。
腕は短く、外套長の2–3倍程度。腕はほぼ等長で、第1腕のみやや短い（腕長式 4=3=2>1）。傘膜は広く、腕の40%に達する。吸盤は各腕に1列に並ぶ。大きい個体では、通常腕に40–69個の吸盤が並ぶ。雄は右第3腕が交接腕となり、通常腕の90–95%の長さとなる。舌状片は小さく、腕長の3–4%。円錐体の大きさは普通で、舌状片の40%程度。交接腕は35–40個の吸盤を持つ。
墨汁嚢は持つが、小型。食道はやや膨大するのみで、嗉嚢を欠く。歯舌は7本の小歯からなり、縁板を欠く。中歯は左右相称的で、単歯尖を持つ。
鰓は半鰓当たり10–13枚の鰓葉を持つ。漏斗は V V 形。
卵は大型である。精莢も大きく、150–235 mm で、外套長の95%に達する。

## 食性
一般に、タコは貝殻に小孔を開け、有毒の唾液を注入することにより貝類を捕食するが、本種の毒は氷点下であっても作用する。瀧 (1961) によると、胃中内容物は由来不明のものが多かったが、3種のクモヒトデ類の骨片も見つかっている。また、1916年の記録では胃中からは大量の海藻が見つかっているが、これはタコでは例外的だと考えられている。

## 分布
周南極種で、-1.4℃から-1.9℃の南極大陸棚に分布し、亜南極には分布しない。水深32–850 m（メートル）から記録がある。生息環境は礫を含む泥質から砂質の海底で、海綿動物やコケムシがみられる。

## 採集記録
Robson (1932) による Graneledone setebos の記載では、南極のドロンニング・モード・ランド沖から採集されている。1961年の瀧巌による Megaleledone senoi の記載 (Taki 1961, pp. 297–316) の際は、南極の昭和基地付近の水深630–680 m の深海から見つかっている。
1982年から1985年にかけて海洋水産資源開発センターが行った底曳網による調査では、アルゼンチン南東沖（南極半島付近）、ニュージーランド南東沖、クローゼー諸島周辺の水深107–972 m から44個体の底生タコ類が得られたが、その中に本属のタコが確認された。オオイチレツダコ（文献中には Megaleledone senoiとして記録）は水深120–803 m から雄5個体、雌3個体の計8個体見つかっており、外套長は雄で110-145 mm、雌では105-120 mm であった。最初の個体は1982年、吉野丸により南緯62度59分 西経62度9分 / 南緯62.983度 西経62.150度、水深803 m から獲られた雄1個体のみであり、残りの個体は全て1985年、播州丸により獲られたものである。そのうち雄4個体は何れも南緯61度10分 西経55度55分 / 南緯61.167度 西経55.917度、水深120 m から得られ、雌3個体は南緯63度28分 西経62度58分 / 南緯63.467度 西経62.967度、水深475 m から得られている。

## 分類
本属の属する科 Megaleledonidae は、瀧巖によって属と同じ1961年に設立されたものである。以下、Sanchez et al. (2018) に基づく Megaleledonidae（Velodona と Thaumeledone を除く）内部の系統関係を示す。
|  | オオイチレツダコ属 Megaleledone                                         |
|  |                                                                         |
|  | \| \| イボダコ属 Graneledone \| \| \| \| \| \| Bentheledone \| \| \| \| |
|  |                                                                         |
|  | イボダコ属 Graneledone                                                  |
|  |                                                                         |
|  | Bentheledone                                                            |
|  |                                                                         |

|  | イボダコ属 Graneledone |
|  |                        |
|  | Bentheledone           |
|  |                        |

|  | オオイチレツダコ属 Megaleledone                                         |
|  |                                                                         |
|  | \| \| イボダコ属 Graneledone \| \| \| \| \| \| Bentheledone \| \| \| \| |
|  |                                                                         |
|  | イボダコ属 Graneledone                                                  |
|  |                                                                         |
|  | Bentheledone                                                            |
|  |                                                                         |

|  | イボダコ属 Graneledone |
|  |                        |
|  | Bentheledone           |
|  |                        |

|  | オオイチレツダコ属 Megaleledone                                         |
|  |                                                                         |
|  | \| \| イボダコ属 Graneledone \| \| \| \| \| \| Bentheledone \| \| \| \| |
|  |                                                                         |
|  | イボダコ属 Graneledone                                                  |
|  |                                                                         |
|  | Bentheledone                                                            |
|  |                                                                         |

|  | イボダコ属 Graneledone |
|  |                        |
|  | Bentheledone           |
|  |                        |

|  | オオイチレツダコ属 Megaleledone                                         |
|  |                                                                         |
|  | \| \| イボダコ属 Graneledone \| \| \| \| \| \| Bentheledone \| \| \| \| |
|  |                                                                         |
|  | イボダコ属 Graneledone                                                  |
|  |                                                                         |
|  | Bentheledone                                                            |
|  |                                                                         |

|  | イボダコ属 Graneledone |
|  |                        |
|  | Bentheledone           |
|  |                        |

### タイプ種
本属は瀧巖によって Megaleledone senoi Iw. Taki, 1961 1種が属する属として1961年に設立された。しかし2003年に、この種は1932年に Robson によりイボダコ属の1種として、Graneledone setebos Robson, 1932 と名付けられていたものと同じであったと報告された。そのため、国際動物命名規約の定める先取権によりこの種は Megaleledone setebos (Robson, 1932) となった。ただしタイプ種は設立時の名義種となるので Megaleledone senoi Iw. Taki, 1961 である。